# NGC 3596
NGC 3596 (другие обозначения — UGC 6277, MCG 3-29-13, ZWG 96.13, KARA 472, PGC 34298) — спиральная галактика с перемычкой (SBc) в созвездии Льва. Открыта Уильямом Гершелем в 1784 году.
Радиус наблюдаемого распределения ионизованного водорода заметно меньше, чем радиус, измеренный по изофоте 25-й видимой звёздной величины на квадратную секунду, при этом спиральные рукава наблюдаются и там, где уже не видно ионизованного водорода. Оба спиральных рукава довольно клочковатые, причём в инфракрасном диапазоне виден только один рукав. Галактика имеет морфологический тип SAB(rs)c либо SA(rs)c, при этом её показатель цвета B−V соответствует типам Sc—Sd. Относится к галактикам низкой поверхностной яркости за исключением внутренней области с радиусом 15 секунд дуги.
Этот объект входит в число перечисленных в оригинальной редакции «Нового общего каталога».
Галактика NGC 3596 входит в состав группы галактик NGC 3627. Помимо NGC 3596 в группу также входят NGC 3593, M65, NGC 3623, M66, NGC 3627, NGC 3628 и NGC 3666.